# Grotta di marmo
La Grotta di marmo (in ucraino Мармурова печера?, Marmurova pečera, in russo Мраморная пещера?, Mramornaja peščera, in tataro di Crimea: Mermer qobası) è un'ampia caverna nell'altopiano inferiore del massiccio Čatyr-Dah in Crimea. Articolata in più sale, è attrezzata per essere visitabile turisticamente per la maggior parte del suo sviluppo. Dal 2008 è annoverata tra le Sette meraviglie naturali dell'Ucraina.

## Scoperta
La grotta fu scoperta, tra la Grotta delle mille teste e la Grotta fredda, nel 1987 da un gruppo di speleologi di Sinferopoli che ne esplorarono la ricca sequenza di sale e corridoi. Inizialmente chiamata anche Grotta afgana, deve il proprio attuale nome alla tipologia marmorea delle rocce calcaree entro cui si sviluppa.
L'anno successivo il percorso attraverso la maggior parte delle sale venne rese turisticamente accessibile.

## Descrizione
Il percorso di visita si snoda attraverso la Galleria delle fiabe, il Sentiero della tigre (caratterizzato da centinaia di stalattiti), la Sala della Ricostruzione (con una lunghezza di 100 metri e un'altezza di 28 risulta la più larga di tutta la Crimea e tra le ampie al mondo tra quelle visitabili), la Sala rosa (con il soffitto punteggiato da rose di pietra), la Sala del palazzo (con due imponenti colonne chiamate il Re e la Regina), la Sala speranza, la Sala balcone e infine la Sala del lustro cui si giunge dopo aver attraversato una foresta di stalattiti e che è caratterizzata da candelabri naturali che pendono dal soffitto ricoperto di coralite. Vi sono poi altri quattro ambienti non visitabili turisticamente: la Sala della frana, la Sala del canale, la Sala della cioccolata e la Sala Geliktite.